# لاميوناوات
اللاميوناوات (الاسم العلمي: Lamioideae) هي أسرة من النباتات تتبع فصيلة الشفوية من رتبة الشفويات.

## قبائل
- اللاميوناوية وتضم:
  - اللاميون (باللاتينية: Lamium) وهو الجنس النموذجي بالتسمية العربية واللاتينية لهذه الأسرة.
- البراسياوية (باللاتينية: Prasieae)
- الفراسيوناوية (باللاتينية: Marrubieae)
- البتشولاوية (باللاتينية: Pogostemoneae)